# Grecko-polski Nowy Testament
Grecko-polski Nowy Testament – interlinearny przekład Nowego Testamentu, przygotowany przez ks. prof. Remigiusza Popowskiego SDB oraz prof. Michała Wojciechowskiego. Pierwsze wydanie ukazało się w 1994 nakładem Oficyny Wydawniczej „Vocatio”. Do dzisiaj ukazało się co najmniej 7 wydań przekładu.
Jest to wydanie dwujęzyczne, a tekst prezentowany jest w trzech liniach:
- oryginalny tekst grecki, udostępniony przez Niemieckie Towarzystwo Biblijne;
- analiza gramatyczna: skróty opisujące umownymi kodami typ części mowy, przypadek, rodzaj, liczbę, tryb, stronę, czas danego wyrazu – na podstawie Analytical Greek New Testament autorstwa Barbary i Timothy'ego Fribergów;
- tłumaczenie polskie każdego wyrazu i zwrotu, z wyjątkiem miejsc semantycznie obojętnych dla polskiej wersji. Michał Wojciechowski był odpowiedzialny za tłumaczenie i opracowanie Ewangelii oraz ksiąg zredagowanych przez św. Jana, pozostałe księgi przygotował Remigiusz Popowski[2].

Przypisy uzupełniające tekst zawierają głównie alternatywne tłumaczenia i komentarze filologiczne.
W przekładzie zwrócono uwagę przede wszystkim na dosłowność, nawet za cenę naruszenia reguł językowych. Dlatego może on służyć głównie do objaśniania tekstu oryginalnego i raczej nie kwalifikuje się do użycia w liturgii czy samodzielnej lektury. Również część nazw własnych oraz nazwy ksiąg przełożono dosłownie, np. Dzieje Apostolskie jako „Dokonania wysłanników”, albo „Hellenowie” – a nie „Grecy”. Do rozwiązań z tego przekładu nawiązywała synopsa Ewangelii autorstwa Michała Wojciechowskiego, wydana w 1997.
Według Janusza Frankowskiego przekład jest „najważniejszym i najbardziej zasadniczym przedsięwzięciem, jakie zostało podjęte na polskim gruncie w dziedzinie przybliżenia oryginalnego tekstu Nowego Testamentu  możliwie najszerszym kręgom”.